# Wasilij Nikołajew
Wasilij Fiodorowicz Nikołajew (ros. Василий Фёдорович Николаев, ur. 1 sierpnia 1910 we wsi Troickoje w guberni moskiewskiej, zm. 17 grudnia 1969 w Bagdadzie) – radziecki polityk, dyplomata.
Od 1931 w WKP(b), w latach 1931-1933 kierownik wydziału rejonowego komitetu Komsomołu w obwodzie moskiewskim, przez trzy lata (1933-1936) studiował na Komunistycznym Uniwersytecie im. Swierdłowa, w latach 1936-1937 zastępca szefa wydziału politycznego sowchozu. Od 1937 instruktor KC Komunistycznej Partii (bolszewików) Kazachstanu, kierownik Sektora KC KP(b)K, zastępca kierownika i w 1940 kierownik Wydziału Rolnego KC KP(b)K. W latach 1940–1944 I sekretarz Północno-kazachstańskiego Komitetu Obwodowego KP(b)K w Karagandzie, w latach 1945-1948 sekretarz Komitetu Miejskiego KP(b)U w Odessie, w latach 1948-1951 studiował w Akademii Nauk Społecznych przy KC WKP(b). Od 1951 sekretarz komitetu WKP(b) na tej akademii, do 1954 zastępca kierownika katedry historii KPZR Akademii Nauk przy KC KPZR, w 1955 zastępca szefa Wydziału IV Europejskiego Ministerstwa Spraw Zagranicznych ZSRR i p.o. kierownika Wydziału V Europejskiego tego ministerstwa. W latach 1956–1960 radca Ambasady ZSRR w Rumunii, przez dwa lata (1960-1962) ponownie w Ministerstwie Spraw Zagranicznych ZSRR, w latach 1962-1965 doradca Ambasady ZSRR w Czechosłowacji, od 7 sierpnia 1965 do śmierci ambasador nadzwyczajny i pełnomocny ZSRR w Iraku. Odznaczony Orderem Czerwonego Sztandaru Pracy i Orderem „Znak Honoru”.